# Liste der Naturdenkmale in Hardert
Die Liste der Naturdenkmale in Hardert nennt die im Gemeindegebiet von Hardert ausgewiesenen Naturdenkmale (Stand 9. Oktober 2013).

## Naturdenkmale
| Nr.         | Bezeichnung             | Lage                                | Beschreibung    | Bild                                    |
| ----------- | ----------------------- | ----------------------------------- | --------------- | --------------------------------------- |
| ND-7138-439 | Kaisereiche am Ehrenmal | Mittelstraße, gegenüber Nr. 25 Lage | Quercus petraea | Direkt Bild zu diesem Denkmal hochladen |